# Moore Point
Der Moore Point ist ein Felsenkap, das von einem kleinen Gipfel überragt wird, an der Rymill-Küste des antarktischen Palmerlands. Es markiert die Nordseite des Mündungsgebiets des Meiklejohn-Gletschers in den George-VI-Sund.
Das Kap wurde erstmals 1936 durch Teilnehmer der British Graham Land Expedition (1934–1937) vermessen. Das UK Antarctic Place-Names Committee benannte es 1954 nach James Inglis Moore (1911–1989), zweiter Ingenieur auf dem Schooner Penola bei dieser Forschungsreise.